# Заречное (Херсонский район)
Заре́чное (укр. Зарічне; до 2016 г. — Те́льмана) — село в Дарьевской сельской общине Херсонского района Херсонской области Украины.
Почтовый индекс — 75031. Телефонный код — 5547. Код КОАТУУ — 6520382002.

## Население
Население по переписи 2001 года составляло 82 человека.

### Языковой состав
Родной язык населения по данным переписи 2001 года:
| Язык        | Численность, чел. | Доля     |
| ----------- | ----------------- | -------- |
| Украинский  | 59                | 71,95 %  |
| Армянский   | 10                | 12,19 %  |
| Русский     | 9                 | 10,98 %  |
| Белорусский | 4                 | 4,88 %   |
| Итого       | 82                | 100,00 % |